# Бак Роджерс в XXV веке (телесериал)
«Бак Роджерс в XXV веке» — фантастический телесериал в жанре «космическая опера». Экранизация одноимённого комикса Филипа Ноулана, ремейк одноимённого сериала 1939 года. Продюсером стал Глен Ларсон, создатель сериалов «Звёздный крейсер „Галактика“» и «Рыцарь дорог». Было снято два сезона сериала.
Сериал и его пилотный фильм стали одним из первых случаев использования компьютерной графики в спецэффектах.

## Сюжет
Бак Роджерс — пилот ВВС США из XX века — попадает в аварию во время полёта на космическом челноке. Его тело оказывается замороженным на пятьсот лет. В 2491 году люди будущего обнаруживают челнок Роджерса и возвращают пилота к жизни.
Герой узнаёт, что Земля претерпела мировую войну и до сих пор с трудом борется за выживание. Он вступает в ряды Обороны Земли и начинает бороться с её многочисленными врагами в привычной роли пилота истребителя. Ему в этом помогают штурман Уилма Диринг, объект симпатии Бака, и комический персонаж робот Твики.
Основными противниками Бака и его команды являются космические орды генерала Кейна и принцессы Ардалы.

## В ролях
- Бак Роджерс — Жиль Джерард
- Уилма Диринг — Эрин Грэй
- Твики — Феликс Силла, Мел Бланк (голос)
- Принцесса Ардала — Памела Хенсли
- Доктор Хьюр (первый сезон) — Тим О’Коннор
- Доктор Теополис — Эрик Сервер
- Текст от автора — Уильям Конрад